# Szathmáry Nikolett-gyilkosság
A Szathmáry Nikolett-gyilkosság egy 1998. január 14-én, a Békés megyei Gyulán elkövetett, máig megoldatlan gyerekgyilkosság, melynek áldozata egy 1990 júliusában született gyulai kislány, Szathmáry Nikolett Edit. Az elkövető személye a mai napig ismeretlen. A gyilkosság a magyar kriminalisztika egyik legrejtélyesebb bűnügye.

## Események
A hét és féléves első osztályos tanuló, Szathmáry Nikolett néptáncóráról indult haza a gyulai belvárosban lévő művelődési házból 1998. január 14-én délután négy óra előtt. A foglalkozás tíz perccel hamarabb ért véget, így a szokásoktól eltérően Niki egyedül ment a törökzugi lakótelepen lévő otthonuk felé. Ilyen esetekre édesanyja a lelkére kötötte, pontosan milyen útvonalon közlekedjen. A gyermekorvosi rendelőnél összetalálkozott orvosával a kislány, majd a lakótelepi ABC-ig együtt mentek. Még röviden beszélgettek is egymással, aztán elváltak. Ezután a kislány soha nem ért haza.
Nikolett édesanyja az egyik helyi kiállítóteremben dolgozott takarítóként, s először nem gondolt rosszra, amikor a szokott időben még nem volt otthon a lánya. Este nyolc óráig a család kereste Nikit, ezt követően értesítették a rendőrséget.
Az ország addigi egyik legnagyobb és legkiterjedtebb rendőri akciója keretében Békés megye településeiről és az ország más részeiből rendőrök százait vezényelték Gyulára, köztük speciális, kutyás keresőegységeket. Helikopterek pásztázták a környéket, de mindhiába. Emberek sokaságát kérdezték meg és hallgatták ki, de érdemleges nyom, amin el lehetett volna indulni, nem akadt. Rémhírek keltek szárnyra arról, hogy Nikolett eltűnése a szervkereskedelemhez köthető, ám semmi sem utalt erre. Ráadásul Gyula Romániával határos város, és Szerbia sincs innen messze. Többen azt találgatták, hogy eltűnéséért helyi, vagy egy városba érkezett idegen elkövető lehet a felelős. Közben nemzetközi körözést is kiadtak, és Nikolett felkerült az Interpolnak arra a listájára, amelyen eltűnt gyerekeket keresnek világszerte.
Három évvel később, 2001. február 20-án Gyula külterületén, egy belvízelvezető csatorna mellett nádvágó munkások egy műanyag táposzsákot találtak. Értesítették a rendőrséget. Amit a nyomozók sejtettek, azt a DNS-vizsgálatok hónapok múlva igazolták. Nikolett földi maradványait találták meg. A holttest hosszabb ideig víz alatt lehetett, állapították meg igazságügyi orvosszakértők. A rendőrség szerint a hullakeresésre is kiképzett kutyák ezért „nem jeleztek be” korábban, amikor ezt a területet átfésülték. Lágy rész nem maradt a holttesten, csak a csontváz került elő, valamint Nikolett nagyon hiányos ruházata.

## Nyomozás
A rendőrség 14. életévét be nem töltött személy sérelmére elkövetett emberölés bűntett elkövetésének megalapozott gyanúja miatt indított nyomozást ismeretlen tettes ellen. Annak ellenére, hogy a rendőrség hárommillió forint nyomravezetői díjat is kitűzött, az elkövető kilétére nem derült fény, így 2003. január végén a nyomozást felfüggesztették, és bár többször újraindították, a gyilkost nem sikerült azonosítani. Ugyanakkor mivel az emberölés minősített eseteinek büntetési tétele tíztől húsz évig, vagy életfogytig tartó szabadságvesztés, így a 2013. július 1. óta hatályos Büntető törvénykönyv szerint a Szathmáry Nikolett-gyilkosság soha nem évül el.

### Lehetséges elkövetők
A nyomozók és a közvélemény is több személyt hozott kapcsolatba a bűncselekménnyel az évtizedek során, azonban ezen személyek meggyanúsítására soha nem került sor. 
2021 augusztusában a rendőrség egy korábban politizálással is próbálkozó karateedzőt vett őrizetbe gyermekpornográfia gyanújával. A férfit elsőként a Blikk című bulvárújság hozta kapcsolatba az üggyel. Az edző ellen a Nemzeti Nyomozó Iroda Életvédelmi osztálya folytatott nyomozást, amely során DNS-mintát is vettek tőle. A férfit a gyermekgyilkosság vádja alól végül tisztázták. A karateedzőnek a gyilkossághoz kötése elsősorban a jobboldalhoz köthető sajtótermékektől származik, akik vélhetően így akartak visszavágni a baloldalnak a néhány hónappal korábbi Kaleta-ügynek adott publicitásért. A férfit 2024-ben a kiskorúak sérelmére elkövetett egyéb bűncselekményei miatt 17 év fegyházra ítélték.
A Magyar Narancs a rendőrségre hivatkozva 2021 januárjában írt egy gyulai férfiról, akit több életellenes bűncselekmény miatt gyanúsítottak a rendőrök. Ugyanezt a férfit 2002-ben a Békés Megyei Hírlap R. M. monogrammal azonosította. A férfit 1987-ben 16 év fegyházra ítélték emberölés miatt. R. M. 2000. június 16-án Gyula külterületén megtámadott és megpróbált kifosztani egy férfit, akit egy vizenyős, bozótos helyre rángatott, amelynek elhelyezkedése és jellege hasonlít ahhoz a csatornaparti területhez, amelyen Szathmáry Nikolett maradványait megtalálták. Két nappal később a sándorhegyi külterületen egy párt gyilkolt meg, az elkövetéshez használt kést pedig szintén egy náddal benőtt csatornában rejtette el. R. M. Gyulán lakott és szabadlábon volt Szathmáry Nikolett eltűnésekor. A kislány eltűnését elfogása után tett vallomásában is szóba hozta, akkor egy családot vádolt meg a gyermekrablás elkövetésével. A férfit a sándorhegyi kettős gyilkosság ügyében bűnösnek találták és visszaesőként életfogytig tartó fegyházbüntetésre ítélték. A rendőrök később a börtönben is többször kihallgatták, de R. M. nem volt hajlandó a bűncselekmény elkövetését beismerni. R. M. a fegyházban halt meg valamikor 2003 szeptembere és 2016 márciusa között.